# Édouard Aidans
Édouard Aidans, né le 13 août 1930 à Andenne (province de Namur) et mort le 6 septembre 2018 à Gesves (province de Namur), est un auteur de bande dessinée belge. Il est notamment le dessinateur des séries Tounga, Les Franval, Bob Binn et Les Panthères. Il a utilisé les pseudonymes de Jok, Delcroix, Joke et Hardan.

## Biographie
Édouard Aidans naît le 13 août 1930 à Andenne en province de Namur.
Édouard Aidans publie sa première œuvre à l’âge de 16 ans pour l'hebdomadaire Spirou. Il dessine ensuite de nombreuses histoires complètes dans Line et dans le Journal de Tintin.
À l'aise aussi bien dans le graphisme réaliste classique que le dessin d'humour (par exemple, avec Bob Binn), il s'illustre surtout dans les bandes dessinées d'aventure, notamment historiques, voire préhistoriques.
À partir de 1960, Édouard Aidans devient un des plus fidèles collaborateurs du Journal de Tintin pour lequel il crée plusieurs séries : Bob Binn (1960) sur scénario d'André-Paul Duchâteau ; Tounga (1961) ; Marc Franval et Les Franval (1963) sur scénario de Jacques Acar puis d'Yves Duval ; Annie Cordy (1977) et Les Panthères (1979) sur scénario de Greg.
En 1965, il crée Alex Vainclair et il publie le récit à suivre Ici Mr Personne sur un scénario d'André-Paul Duchâteau dans le journal Pilote.
La multiplicité de ses collaborations l'amène à ouvrir son propre studio dans lequel il s'entoure de dessinateurs dont Chris Lamquet, Luc Warnant, Claude Laverdure et la décoriste Magda. 
Édouard Aidans dessine, sur scénario de Jean Van Hamme la série Tony Stark (pour quatre des six tomes), dans Super As. En 2022, BD Must entreprend l'édition de l'intégrale en deux volumes avec deux épisodes totalement inédits intitulés : Le Tribunal des Loups sur un scénario de Van Hamme et Les Diamants de Monsieur D.
En 1986, il réalise avec le scénariste Jean Dufaux la saga historique La Toile et la Dague aux éditions Dargaud.
En janvier 1992, il reprend  les aventures de Bernard Prince, sur scénario de Greg, d'abord chez Blanco puis au Lombard.
En juin 2006, la Chambre belge des experts en bande dessinée (CBEBD) décerne le prix Géant de la BD à Édouard Aidans pour l'ensemble de son œuvre.
Édouard Aidans meurt le 6 septembre 2018 à Gesves (Belgique), à l'âge de 88 ans.

## Publications

### Albums de bande dessinée
- Bernard Prince (dessin), avec Greg (scénario) :

1. La Dynamitera, Blanco, 1992  (ISBN 2-87297-014-2).
2. Le Poison vert, Le Lombard, 1999  (ISBN 2-8036-1381-6).

- Les Saintes Nitouches, BD Folies, 3 vol., 1995-1998. Sous le pseudonyme Hardan.
- Les Meilleurs Récits de..., Loup :

1. Aidans-Duval[22], 2003  (ISBN 2-930283-55-6).
2. Aidans-Duval[23], 2004  (ISBN 2-930283-77-7).

### Illustration
- Claude Vauzière (ill. Édouard Aidans), Trafic interstellaire, Verviers, Gérard et Co, coll. « Marabout junior » (no 197), 1961, 155 p., ill. ; 18 cm (OCLC 77466590).

### Collections publiques
34 œuvres de cet artiste sont conservées au Centre belge de la bande dessinée et font partie du patrimoine mobilier de la région Bruxelles-Capitale.

## Réception

### Prix et distinctions
- 1991 :  Chevalier de l'ordre de Léopold en décembre comme auteur ayant plus de vingt ans de carrière[36] ;
- 2001 : 
  -  Crayon d'or de Bruxelles, décerné par la CANAB[15] ;
  -  prix de la ville d'Andenne pour l'ensemble de son œuvre décerné lors de la Fête de la BD et du livre pour enfants[37] ;
- 2006 :  prix géant de la BD, décerné par la Chambre belge des experts en bande dessinée, pour l'ensemble de son œuvre[15].

### Postérité
La bibliothèque d’Andenne, sa ville natale, est renommée « Bibliothèque Édouard Aidans » en 2001.

#### Livres
: document utilisé comme source pour la rédaction de cet article.
- Jean Van Hamme, Introduction à la bande dessinée belge, Bruxelles, Bibliothèque royale de Belgique, 1968, 80 p., ill. ; 26 cm (lire en ligne), p. 4-5[catalogue] publié à l'occasion de l'exposition La bande dessinée en Belqique, Bibliothèque Albert Ier, [Bruxelles], du 29 juin au 25 août 1968.
- Jean-Louis Lechat, Un demi-siècle d’aventures t. 2 : 1970 - 1996, Bruxelles, Le Lombard, 5 décembre 1996, 224 p., ill. ; 31 cm (ISBN 280361233X, OCLC 37995939, BNF 37539082, présentation en ligne), p. 14, 17, 24, 48, 59, 80, 166, 193. .
- Jean Pirotte (dir.) et Luc Courtois, Du régional à l'universel. : L'imaginaire wallon dans la bande dessinée., Louvain-la-Neuve, Fondation wallonne Pierre-Marie et Jean-François Humblet, 1999, 310 p. (ISBN 978-2-9600072-3-7 et 2960007239, OCLC 1075833932), p. 203 lire sur Google Livres
- Sur la piste d'Édouard Aidans, Centre belge de la bande dessinée et La Poste, 2001 (ISBN 2-930196-16-5, présentation en ligne)Biographie + histoire complète de Marc Franval.
- Jacques Fiérain, « Aidans, Édouard », dans La BD dans les provinces de Liège, Namur et Luxembourg, Charleroi, Éd. l'Âge d'or, 2004, 112 p., ill. ; 31 cm (ISBN 9782960019698, OCLC 470388297, présentation en ligne), p. 3.
- Patrick Gaumer, « Aidans, Édouard », dans Dictionnaire mondial de la BD, Paris, Larousse, 2010, 953 p., ill. ; 27 cm (ISBN 978-2-0358-4331-9 et 2-0358-4331-6, OCLC 920924930, présentation en ligne), p. 9. .

#### Périodiques
- Jean-Pol Stercq, « La Galerie-photo de Tintin », Tintin, Le Lombard, no 22,‎ 1973.
- « Reward : Édouard Aidans », Tintin, Le Lombard, no 9,‎ 1er mars 1977.